# Niki-Niki
Niki-Niki (Nikiniki, Niki Niki) ist ein indonesischer Ort in Westtimor. Der auf einer Höhe von 756 m liegende Ort ist der Verwaltungssitz des Distrikts (Kecamatan) Zentral-Amanuban (Amanuban Tengah) im Regierungsbezirk (Kabupaten) Südzentraltimor (Timor Tengah Selatan) und hat den Status eines Kelurahan.
Die Bevölkerung gehört mehrheitlich zur Ethnie der Atoin Meto. 2017 lebten hier 3203 Menschen.

## Geschichte
Raja Louis, der wegen seines lange Zeit erfolgreichen Widerstands gegen die niederländischen Kolonialherren bekannt wurde, gilt als Gründer des Ortes. Noch heute ist Niki-Niki der Residenzort des Rajas von Amanuban. Seit 1980 hält das Amt Raja Nesi Nope von Amanuban. Vor seiner Krönung war er Bürgermeister von Niki-Niki.